# Utopía libertaria
Han existido varios intentos y propuestas de crear una utopía libertaria. Anthony van Fossen afirma que cada paraíso fiscal es una variación del concepto de una utopía libertaria soberana. Las islas del Pacífico han realizado varios intentos para alcanzar esta utopía, tales como la República de Minerva. Las ciudades chárter fueron otra propuesta para tratar de romper con los paradigmas políticos convencionales y así crear un sistema con un mayor grado de innovación en la reglamentación. El libro Anarquía, Estado y Utopía contiene un capítulo final que describe una utopía libertaria pluralista. Las propuestas para una sociedad anarcocapitalista a veces son consideradas como utópicas per se. David Boaz ha argumentado que las preferencias de los compradores, facilitadas por un sistema de libre mercado, podrían crear una situación que ofrecería miles de versiones de utopías adaptadas a los deseos de cada persona.